# Club athlétique de Paris (féminines)
La section féminine du CA Paris 14 est un club féminin de football basé dans le XIVe arrondissement de Paris. Il évolue actuellement en deuxième division.

## Histoire
Fondé en 2009, le club remporte la coupe des Hauts de Seine et la Régionale 1 en 2018-2019.
En 2019-2020, le club toujours pensionnaire de R1 atteint un historique huitième de finale de coupe de France, finalement lourdement perdu (0-8) face au Stade de Reims (D1).
Après quatre montées consécutives, le club atteint la deuxième division en 2022 après avoir éliminé de justesse l'Olympique de Valence en barrages (2-1, 0-1). C'est alors le cinquième club parisien au niveau national, et le seul à s'entraîner intra-muros. Le club renforce son effectif et professionnalise ses entraînements pour se maintenir.
En 2019, le club revendique une centaine de licenciées.